# António Feliciano de Castilho
Antonio Feliciano de Castilho (ur. 1800, zm. 1875) – portugalski poeta, jeden z głównych reprezentantów romantyzmu.

## Życiorys
Antonio Feliciano de Castilho urodził się w Lizbonie 28 stycznia 1800 roku. Był synem lekarza José Feliciana de Castilho i jego żony Domícilii Máximy de Castilho. W wieku sześciu lat stracił wzrok. Życiowy sukces zawdzięczał fenomenalnej pamięci i pomocy swojego brata Augusta. Dzięki jego pomocy ukończył szkołę i studia wyższe na Uniwersytecie w Coimbrze. Opanował między innymi w sposób doskonały język łaciński i literaturę rzymską. Poeta debiutował w 1821 roku utworem Cartas de Echo e Narciso, napisanym w stylu klasycznym, na którym się wychował. Natomiast tomy Primavera (1822) i Amor e Melancholia (1823), jakkolwiek kontynuujące typową dla oświecenia tradycję bukoliczną, zdradzają cechy romantyczne. Jednak niedługo potem autor dał się poznać publiczności jako dojrzały romantyk, wydając tomy A noite de Castello (1836) i Cuimes do bardo (1838). W 1834 Castilho ożenił się z Marią Isabel Baena Coimbra Portuga, która zmarła w 1837 roku. Epos o wstąpieniu na tron Jana VI przyniósł mu lukratywne stanowisko w Coimbrze. Podczas pobytu na Maderze ożenił się z Aną Carlotą Xavier Vidal, która urodziła mu ośmioro dzieci. Powróciwszy z Madery, założył pismo Revista Universal Lisbonense. Jako kompetentny filolog klasyczny był autorem wstępu i komentarzy do serii Livraria Classica Portugueza (1845–1847, 25 tomów). Założył też Towarzystwo Przyjaciół Literatury i Sztuki. W 1854 roku udał się w podróż do Brazylii, czego literackim świadectwem był List do cesarzowej. W 1865, po śmierci Almeidy Garretta i zamilknięciu Alexandre'a Herculana, zajmował pierwszoplanową pozycję w gronie portugalskich literatów. Stan ten jednak nie trwał długo. Wraz z pojawieniem się młodych pisarzy takich jak Antero de Quental i João de Deus jego popularność zaczęła maleć. Kiedy dziesięć lat później umierał, sława nie była już jego udziałem.

## Twórczość
Antonio Feliciano de Castilho zaczynał jako autor klasycystycznej poezji sielankowej i właściwie do końca pozostał twórcą idealizującym rzeczywistość.  Zbiory A noite de Castello i Cuimes do bardo zawierają w sobie wszystkie blaski i cienie jego twórczości. Brak wyższych idei artystycznych i intelektualnych poeta pokrywał emocjonalnym wdziękiem, czystością dykcji i melodyjną wersyfikacją. Wyrósłszy z nurtu poezji opisowej i dydaktycznej, widział świat nie takim, jakim jest, ale takim, jakim powinien być. Był też zasłużonym tłumaczem, między innymi Anakreonta, Wergiliusza, Owidiusza i Moliera.